# Paice (Unternehmen)
Paice ist eine in Baltimore ansässige Hybridtechnologiefirma. Sie hält zahlreiche Patente zu dieser Technologie.

## Firma
Paice übernimmt OEM-Aufgaben in der Automobilindustrie. Sie hat den Hyperdrive entwickelt. Gründer der Firma ist Alex Severinsky, ein russischer Emigrant, 1992.

### Geschäftsfeld
Paice entwickelt Hybridtechnologien für den Fahrzeugantrieb. Technologien, wie die von Paice entwickelten, werden beispielsweise bei Toyota Prius, Ford C-MAX und Porsche CayenneHybrid und anderen Fahrzeugen verwendet. Wesentliche Aufgabe ist auch die Vermarktung und Verteidigung der erworbenen Patente.

## Patente
Paice besitzt verschiedene Patente zu der Hybridtechnologie.
Dabei sind 
- Paice US-Patent 6.209.672, Hybrid car with two electric motors, one connected to engine and one connected to car wheels, erteilt 1998,[6]
- Paice US-Patent 5.343.970, Improved hybrid electric vehicle where both engine and electric motor power the car, and energy is captured via regenerative braking, erteilt 1992[7], sowie
- Paice US-Patent 6.338.391, Electric motor coupled to turbocharged motor, and control system erteilt 1999[8] die grundlegenden Patente.[9]

### Patentkonflikte
Gegenüber Hyundai, wegen Hyundais Sonata Hybrid, und Kia, wegen des Optima Hybrid, wurden Schadenersatzansprüche in Millionenhöhe durchgesetzt. 
Wegen entsprechender Plagiatsvorwürfe gegenüber der Firma Ford ergingen in 8 von 25 Patenteinsprüchen von Ford endgültige Entscheidungen des US-Patentamtes PTAB. 
Bei ihrer Klage wurde Paice auch von der Abell-Foundation, einem Risikokapitalgeber unterstützt.
Paice hat auch Klagen wegen Patentverletzungen verloren.
Paice behauptete 2016 auch, dass VW, Audi und Porsche von Paice patentierte Technologie gestohlen haben. Dieser Streit wurde Anfang 2017 außergerichtlich beigelegt, Einzelheiten wurden jedoch nicht bekanntgegeben.